# Torneo Clausura 2022 Segunda División (Guatemala)

## Sistema de competición
El Torneo Apertura 2021 será la edición de la Segunda División que dé inicio a la temporada 2021-22 de la segunda máxima categoría de ascenso en Guatemala. Contará con la participación de 40 equipos.
Cuarenta equipos de diferentes partes del país son divididos en cinco grupos de 8 equipos cada uno, quienes se enfrenta en un formato de visita recíproca utilizando el sistema de puntos del fútbol internacional: 3 puntos por victoria, 1 punto por empate y 0 puntos por derrota.
Al final de los enfrentamientos regulares, los dieciséis mejores equipos de la tabla acumulada (una combinación de resultados de todos los grupos) se enfrentan en la fase final, en donde equipos de ambos grupos se enfrentan entre sí, de la siguiente manera:
- 1° vs. 16°
- 2° vs. 15°
- 3° vs. 14°
- 4° vs. 13°
- 5° vs. 12°
- 6° vs. 11°
- 7° vs. 10°
- 8° vs. 9°

## Equipos participantes
| Grupo A             | Grupo A                            | Grupo B            | Grupo B                                 | Grupo C       | Grupo C                                |
| Equipo              | Ciudad                             | Equipo             | Ciudad                                  | Equipo        | Ciudad                                 |
| ------------------- | ---------------------------------- | ------------------ | --------------------------------------- | ------------- | -------------------------------------- |
| Buenos Aires        | Livingston, Izabal                 | Atlas Esquipulas   | Esquipulas, Chiquimula                  | Barberena     | Barberena, Santa Rosa                  |
| Carchá              | San Pedro Carchá, Alta Verapaz     | Gualán             | San Diego, Zacapa                       | Bárcena VN    | Villa Nueva, Guatemala                 |
| Heredia             | Livingston, Izabal                 | Salamá             | Salamá, Baja Verapaz                    | Capitalinos   | Ciudad de Guatemala                    |
| Izabal JC           | Puerto Barrios, Izabal             | San Diego          | San Diego, Zacapa                       | Chiquimulilla | Chiquimulilla, Santa Rosa              |
| Manatí              | El Estor, Izabal                   | San Jorge          | San Jorge, Zacapa                       | Cuilapa       | Cuilapa, Santa Rosa                    |
| Melchor             | Melchor de Mencos, Petén           | Santa Cruz AV      | Santa Cruz Verapaz, Alta Verapaz        | Fraijanes     | Fraijanes, Guatemala                   |
| San Benito          | San Benito, Petén                  | Sansare            | Sansare, El Progreso                    | Futeca        | Ciudad de Guatemala                    |
| Sayaxché            | Sayaxché, Petén                    | Tigres del Jumay   | Jalapa, Jalapa                          | Milpas Altas  | Santa Lucía Milpas Altas, Sacatepequez |
| Grupo D             | Grupo D                            | Grupo E            | Grupo E                                 |               |                                        |
| Equipo              | Ciudad                             | Equipo             | Ciudad                                  |               |                                        |
| Ayutla              | Ayutla Tecún Umán, San Marcos      | América de Salcajá | Salcajá, Quetzaltenango                 |               |                                        |
| Bolivia             | Santo Domingo Suchitepéquez        | Barillas           | Santa Cruz Barillas, Huehuetenango      |               |                                        |
| Champerico          | Champerico, Retalhuleu             | Chiantla           | Chiantla, Huehuetenango                 |               |                                        |
| Colomba             | Colomba Costa Cuca, Quetzaltenango | Democracia         | La Democracia, Huehuetenango            |               |                                        |
| Juventud Retaltecos | Retalhuleu, Retalhuleu             | Juventud Copalera  | San Ildefonso Ixtahuacán, Huehuetenango |               |                                        |
| Pajapita            | Pajapita, San Marcos               | La Libertad        | La Libertad, Huehuetenango              |               |                                        |
| San Pedro FC        | San Pedro La Laguna, Sololá        | San Juan           | San Pedro La Laguna, Sololá             |               |                                        |
| Tiquisate           | Tiquisate, Escuintla               | CSD San Pedro      | San Pedro La Laguna, Sololá             |               |                                        |

## Fase de Clasificación

### Grupo A
| Pos. | Equipos      | PJ | PG | PE | PP | GF | GC | Dif. | PTS |
| ---- | ------------ | -- | -- | -- | -- | -- | -- | ---- | --- |
| 1.   | Heredia      | 14 | 8  | 2  | 4  | 21 | 9  | +12  | 26  |
| 2.   | Sayaxché     | 14 | 8  | 2  | 4  | 23 | 17 | +6   | 26  |
| 3.   | San Benito   | 14 | 7  | 4  | 3  | 22 | 12 | +10  | 25  |
| 4.   | Manatí       | 14 | 7  | 2  | 5  | 11 | 13 | -2   | 23  |
| 5.   | Melchor      | 14 | 5  | 5  | 4  | 17 | 12 | +5   | 20  |
| 6.   | Carchá       | 14 | 5  | 2  | 7  | 12 | 16 | -4   | 17  |
| 7.   | Izabal JC    | 14 | 3  | 2  | 9  | 10 | 24 | -14  | 11  |
| 8.   | Buenos Aires | 14 | 2  | 3  | 9  | 9  | 22 | -13  | 9   |

### Grupo B
| Pos. | Equipos            | PJ | PG | PE | PP | GF | GC | Dif. | PTS |
| ---- | ------------------ | -- | -- | -- | -- | -- | -- | ---- | --- |
| 1.   | Salamá             | 14 | 7  | 3  | 4  | 26 | 14 | +12  | 24  |
| 2.   | Tigres del Jumay   | 14 | 6  | 6  | 2  | 20 | 13 | +7   | 24  |
| 3.   | San Jorge          | 14 | 7  | 2  | 5  | 24 | 15 | +9   | 23  |
| 4.   | San Diego          | 14 | 6  | 1  | 7  | 29 | 35 | -6   | 19  |
| 5.   | Atlas Esquipulas   | 14 | 5  | 2  | 7  | 21 | 22 | -1   | 17  |
| 6.   | Santa Cruz Verapaz | 14 | 4  | 5  | 5  | 19 | 25 | -6   | 17  |
| 7.   | Gualán             | 14 | 4  | 4  | 6  | 23 | 26 | -3   | 16  |
| 8.   | Sansare            | 14 | 3  | 5  | 6  | 17 | 29 | -12  | 14  |

### Grupo C
| Pos. | Equipos       | PJ | PG | PE | PP | GF | GC | Dif. | PTS |
| ---- | ------------- | -- | -- | -- | -- | -- | -- | ---- | --- |
| 1.   | Barberena     | 14 | 8  | 3  | 3  | 30 | 16 | +14  | 27  |
| 2.   | Fraijanes     | 14 | 8  | 2  | 4  | 32 | 21 | +11  | 26  |
| 3.   | Cuilapa       | 14 | 6  | 3  | 5  | 18 | 14 | +4   | 21  |
| 4.   | Chiquimulilla | 14 | 6  | 2  | 6  | 20 | 21 | -1   | 20  |
| 5.   | Futeca        | 14 | 4  | 5  | 5  | 14 | 22 | -8   | 17  |
| 6.   | Bárcenas VN   | 14 | 5  | 2  | 7  | 18 | 28 | -10  | 17  |
| 7.   | Capitalinos   | 14 | 4  | 4  | 6  | 22 | 21 | +1   | 16  |
| 8.   | Milpas Altas  | 14 | 3  | 3  | 8  | 13 | 24 | -1   | 12  |

### Grupo D
| Pos. | Equipos             | PJ | PG | PE | PP | GF | GC | Dif. | PTS |
| ---- | ------------------- | -- | -- | -- | -- | -- | -- | ---- | --- |
| 1.   | Juventud Retaltecos | 12 | 7  | 1  | 4  | 18 | 19 | -1   | 22  |
| 2.   | Colomba             | 12 | 6  | 3  | 3  | 27 | 12 | +15  | 21  |
| 3.   | Pajapita            | 12 | 5  | 5  | 2  | 28 | 14 | +14  | 20  |
| 4.   | San Pedro FC        | 12 | 6  | 1  | 5  | 22 | 21 | +1   | 19  |
| 5.   | Bolivia             | 12 | 5  | 1  | 6  | 21 | 19 | +2   | 16  |
| 6.   | Ayutla              | 12 | 4  | 1  | 7  | 18 | 21 | -3   | 13  |
| 7.   | Champerico          | 12 | 3  | 0  | 9  | 19 | 47 | -28  | 9   |
| 8.   | Tiquisate           | 0  | 0  | 0  | 0  | 0  | 0  | 0    | 0   |

### Grupo E
| Pos. | Equipos           | PJ | PG | PE | PP | GF | GC | Dif. | PTS |
| ---- | ----------------- | -- | -- | -- | -- | -- | -- | ---- | --- |
| 1.   | CSD San Pedro     | 14 | 8  | 3  | 3  | 17 | 7  | +10  | 27  |
| 2.   | La Libertad       | 14 | 7  | 3  | 4  | 23 | 13 | +10  | 24  |
| 3.   | San Juan          | 14 | 7  | 3  | 4  | 23 | 13 | +10  | 24  |
| 4.   | Juventud Copalera | 14 | 7  | 3  | 4  | 20 | 14 | +6   | 24  |
| 5.   | Chiantla          | 14 | 6  | 4  | 4  | 14 | 13 | +1   | 22  |
| 6.   | Democracia        | 14 | 3  | 5  | 6  | 19 | 24 | -5   | 14  |
| 7.   | Barillas          | 14 | 2  | 6  | 6  | 11 | 24 | -13  | 12  |
| 8.   | América Salcajá   | 14 | 1  | 3  | 10 | 12 | 31 | -19  | 6   |

## Fase final

### Octavos de final
| Fechas        | Local en la ida  | Global | Local en la vuelta  | Ida   | Vuelta |
| ------------- | ---------------- | ------ | ------------------- | ----- | ------ |
| 5 y 8 de mayo | Cuilapa          | 3 - 2  | Juventud Retaltecos | 2 - 1 | 1 - 1  |
| 5 y 8 de mayo | San Jorge        | 5 - 3  | Colomba             | 4 - 0 | 1 - 3  |
| 5 y 8 de mayo | Tigres del Jumay | 1 - 5  | Barberena           | 1 - 2 | 0 - 4  |
| 5 y 8 de mayo | San Juan         | 1 - 1* | San Benito          | 1 - 1 | 0 - 0  |
| 5 y 8 de mayo | La Libertad      | 3 - 4  | CSD San Pedro       | 2 - 2 | 1 - 2  |
| 5 y 8 de mayo | Salamá           | 3 - 2  | Pajapita            | 3 - 0 | 0 - 2  |
| 5 y 8 de mayo | San Pedro FC     | 3 - 4  | Heredia             | 1 - 1 | 2 - 3  |
| 5 y 8 de mayo | Sayaxché         | 2 - 5  | Fraijanes           | 2 - 0 | 0 - 5  |

### Cuartos de final
| Fechas          | Local en la ida | Global | Local en la vuelta | Ida    | Vuelta |
| --------------- | --------------- | ------ | ------------------ | ------ | ------ |
| 15 y 22 de mayo | Cuilapa         | 5 - 6  | Fraijanes          | 3 - 1  | 2 - 5  |
| 15 y 22 de mayo | San Jorge       | 0 - 6  | Heredia            | 0 - 4  | 0 - 2  |
| 15 y 22 de mayo | Salamá          | 1 - 3  | Barberena          | 1 - 1  | 0 - 2  |
| 15 y 22 de mayo | CSD San Pedro   | 2 - 4  | San Benito         | 0 - 3* | 2 - 1  |

### Semifinales
Series a partido único. Los ganadores clasifican a las Series de Ascenso 2021-22.
| Lugar y Fecha                        | Local (administrativo) | Marcador | Visitante (administrativo) |
| ------------------------------------ | ---------------------- | -------- | -------------------------- |
| 28 de mayo - Morales, Izabal         | San Benito             | 1 - 0    | Fraijanes                  |
| 29 de mayo - Guastatoya, El Progreso | Heredia                | 1 - 2    | Barberena                  |

### Final
| Fechas         | Local en la ida | Global         | Local en la vuelta | Ida   | Vuelta |
| -------------- | --------------- | -------------- | ------------------ | ----- | ------ |
| 1 y 4 de junio | San Benito      | 5 (3 p.p. 5) 5 | Barberena          | 3 - 3 | 2 - 2  |

### Campeón
|            |
| Barberena  |
| 1°. Título |

### Clasificados a Series de Ascenso
|                           |                           |
| San Benito                | Barberena                 |
| Clasificado el 28/05/2022 | Clasificado el 29/05/2022 |

## Final de temporada

### Descensos

#### Tabla de descenso
| Pos. | Equipos          | PJ | PG | PE | PP | GF | GC | Dif. | PTS |
| ---- | ---------------- | -- | -- | -- | -- | -- | -- | ---- | --- |
| 33.  | Atlas Esquipulas | 28 | 8  | 5  | 15 | 34 | 46 | -12  | 29  |
| 34.  | Izabal JC        | 28 | 8  | 4  | 16 | 19 | 38 | -19  | 28  |
| 35.  | Futeca           | 28 | 6  | 9  | 13 | 25 | 41 | -16  | 27  |
| 36.  | Milpas Altas     | 28 | 7  | 6  | 15 | 30 | 48 | -18  | 27  |
| 37.  | Buenos Aires     | 28 | 7  | 5  | 16 | 21 | 41 | -20  | 26  |
| 38.  | América Salcajá  | 28 | 6  | 3  | 19 | 29 | 57 | -28  | 21  |
| 39.  | Champerico       | 28 | 6  | 0  | 20 | 33 | 95 | -62  | 18  |
| 40.  | Tiquisate        | 14 | 4  | 3  | 7  | 17 | 24 | -7   | 16  |

#### Descendidos a la Tercera División 2022-23
|                  |                    |                      |                     |
| CSD Buenos Aires | América de Salcajá | Deportivo Champerico | Deportivo Tiquisate |

### Ascenso

##### Equipos clasificados
| Equipo     | Método de Clasificación      |
| ---------- | ---------------------------- |
| San Juan   | Campeón del Apertura 2021    |
| Barberena  | Campeón del Clausura 2022    |
| San Jorge  | Subcampeón del Apertura 2021 |
| San Benito | Subcampeón del Clausura 2022 |

#### Series Principales
Los ganadores ascienden a la Primera División 2022-23, los perdedores clasifican al repechaje por el tercer ascenso.
| Lugar y Fecha           | Campeones | Resultado | Subcampeones |
| ----------------------- | --------- | --------- | ------------ |
| 11 de junio, Teculután  | San Juan  | 0 - 1     | San Benito   |
| 12 de junio, Guastatoya | Barberena | 1 - 0     | San Jorge    |

#### Repechaje
El equipo ganador asciende a la Primera División 2022-23, el perdedor permanece en la Segunda División. 
| Fechas | Perdedor Juego 1 | Resultado          | Perdedor Juego 2 |
| ------ | ---------------- | ------------------ | ---------------- |
|        | San Juan         | 1(2-2 te. 5-3 p.)1 | San Jorge        |

#### Ascendidos a la Primera División 2022-23
|                         |                         | Flag_of_Sololá_Department |
| San Benito              | Barberena               | San Juan Bautista         |
| Ascendido el 11/06/2022 | Ascendido el 12/06/2022 | Ascendido el 19/06/2022   |